# Венециано-венгерская война
Венециано-венгерская война (ит. Guerra tra Repubblica di Venezia e Regno d'Ungheria) — война, шедшая в 1411-1413 годах, во время которой Венгерское королевство искало выход к Адриатическому морю, а Венецианская республика стремилась установить контроль над альпийскими перевалами и далматинским побережьем.

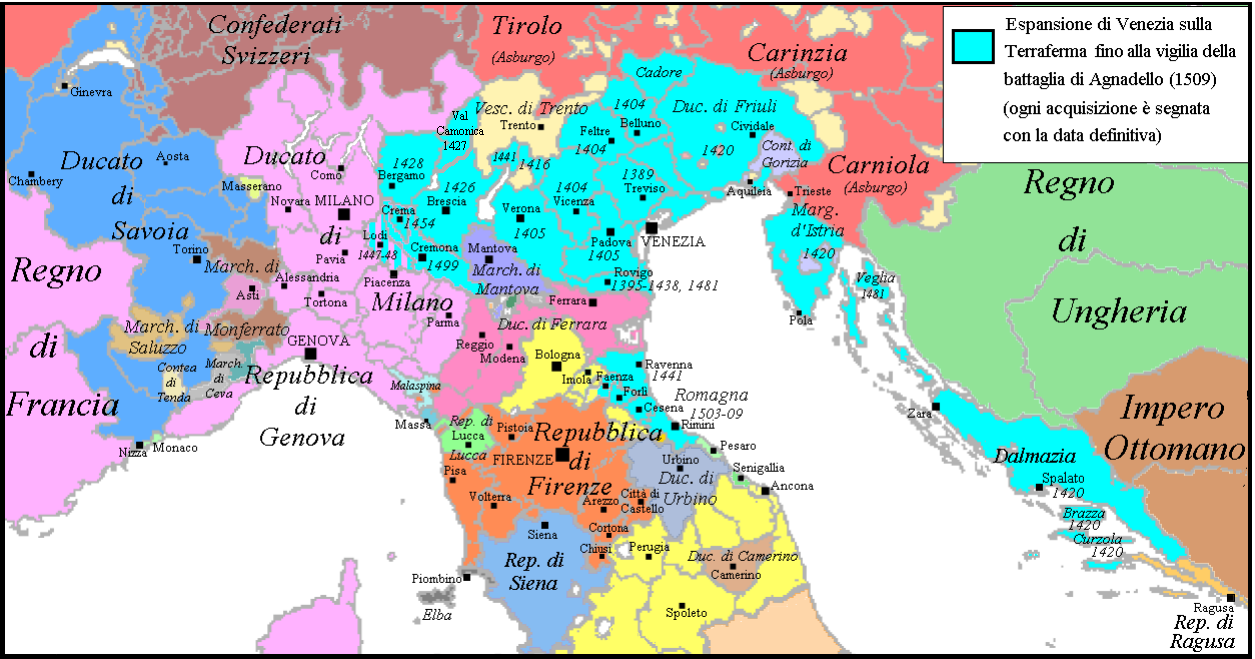
Экспансия Венеции в XV веке.

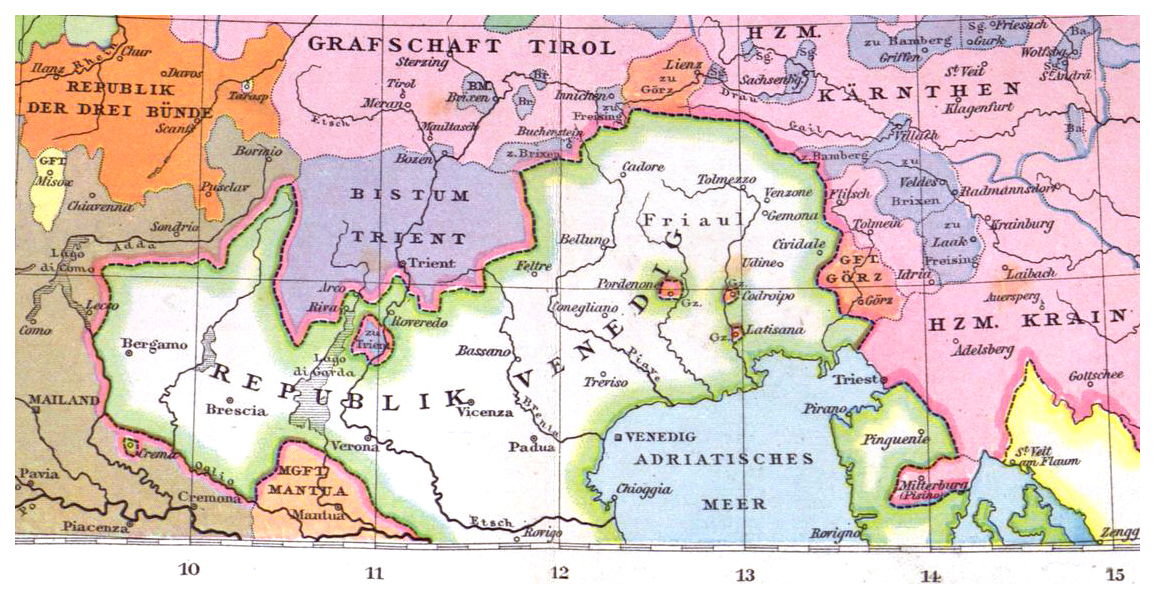
Венеция и окружающие территории в 1450 г.

В 1409 году, после поражения в борьбе за престол, Ладислав Неаполитанский продал свои «права» на Далмацию Венецианской республике за 100 000 дукатов. Когда Сигизмунд стал правителем Венгрии, он использовал это как предлог для нападения на Венецию.
20 апреля 1411 года 12 000 венгерских кавалеристов и 8 000 пехотинцев под командованием флорентийского изгнанника Филиппо Сколари, находившегося на службе у Сигизмунда, пересекли Тальяменто и вторглись во Фриули, взяв и разграбив Монфальконе, Марано, Портогруаро, Сенеду, Серравалле, Беллуно, Фельтре, Тревизано, Веронезе и Падовано. 28 сентября пал Удине, затем 30 сентября — Чивидале. Первоначальный венгерский успех и тяжелые потери, понесенные венецианцами, вынудили республику пойти на мирные переговоры, начавшиеся 24 марта 1412 года, в ходе которых Сигизмунд потребовал город Задар и репарацию в размере 600 000 дукатов. Это предложение не было принято Венецианской республикой, и обе стороны возобновили войну.
В мае-июне 1412 года Карло Малатеста с 8000 рыцарей и 6000 пехоты разграбил графство Гёрц (Гориция). В Истрии венецианцы захватили Буе, Портоле, Роццо и Колмо, а венгры заняли замок Мотовун.
Республика увеличила свою армию до 35 000 человек, и Карло Малатеста начал наступление во Фриули. В конце августа 1412 года он осадил Мотта-ди-Ливенца. Венецианцы построили 22 мили рвов и насыпей вдоль Ливенцы, которую патрулировала флотилия, оснащенная артиллерией. На рассвете 24 августа 3000 человек противника под командованием Филиппо Сколари атаковали венецианский лагерь с трех сторон. Венецианцы были застигнуты врасплох, и венгры начали резню и грабёж. Чтобы остановить бегущих, Пьетро Лоредан поджёг мосты, что позволило сплотить их ряды и снова отправить в бой. Венгры были отброшены, потеряв более 1300 человек убитыми, несколько штандартов и 400 человек пленными. Замок Мотта был вынужден сдаться. Перейдя в наступление, венецианцы 15 октября осадили Удине.
Король Сигизмунд прибыл лично с войском в 40 000 человек и 13 декабря деблокировал Удине, но продолжил войну без особого успеха. Венеция оккупировала порты Далмации. После неудачной осады Виченцы, в результате которой были уничтожены венгерские силы, 17 апреля 1413 года в Кастеллетто-дель-Фриули, наконец, было заключено перемирие сроком на пять лет с обменом пленными.
Победа позволила Венеции утвердить свое господство на Западных Балканах (Венецианская Далмация и Венецианская Албания) вопреки планам Сигизмунда, короля Германии, Венгрии и Хорватии.